# 朗皮科 (加利福尼亞州)
朗皮科（英語：Lompico）是位於美國加利福尼亞州聖塔克魯茲縣的一個人口普查指定地區。

## 地理
朗皮科的座標為37°06′53″N 122°03′10″W / 37.11472°N 122.05278°W，而該地最高點為海拔高度295米（即962英尺）。

## 人口
根據2010年美國人口普查的數據，朗皮科的面積為8.738平方千米，均為陸地。當地共有人口1137人，而人口密度為每平方千米130人。